# Экстенсионал
Экстенсиона́л (от лат. extentio — протяжение, пространство, распространение)  — термин семантики, обозначающий  объём понятия, то есть множество объектов, способных именоваться данной языковой единицей (категорией). Например, в экстенсионал (категория) понятия «человек» входят все объекты, обладающие свойством «быть человеком» (Сократ — это человек, философ — это человек, мыслящее существо — это человек и т.п.).

## Определение
Понятие экстенсионала было введено австрийским логиком и философом Р. Карнапом для анализа значения языковых выражений. Т. н. метод интенсионалов и экстенсионалов представляет собой модификацию и дальнейшую разработку семантической концепции немецкого математика и логика Г. Фреге.
Утверждение «Сократ — человек» можно трактовать двояко. Утверждение можно рассматривать как то, что Сократ обладает некоторым свойством «быть человеком» (Сократ есть человек). В то же время утверждение можно рассматривать как то, что индивидуум Сократ включается в класс людей (Сократ — это человек).
Пример показывает, что предикат (в данном случае «человек»), может обозначать как обладание свойством (Сократ есть человек), так и принадлежность к классу (Сократ — это человек). Класс, обозначаемый предикатным выражением, и называется собственно экстенсионалом этого выражения. То есть в данном случае «Сократ» входит в экстенсионал понятия «человек».
Таким образом экстенсионал противопоставляется интенсионалу, который обозначает совокупность свойств понятия/термина, собственно формирующих понятие/термин в представлении. То есть, более точно, экстенсионал понятия следует понимать как множество объектов, удовлетворяющих интенсионалу понятия.
Частным случаем экстенсионала является экстенсионал имени собственного. Таким единичным экстенсионалом принято считать предмет, обозначаемый этим именем.

## Экстенсиональный и интенсиональный контексты
Понятия интенсионала и экстенсионала лежат в основе различения т. н. интенсиональных и экстенсиональных контекстов.
Интенсиональным контекстом называют множество утверждений, в котором допустима замена только интенсионально эквивалентных выражений, то есть для него важны как интенсионалы, так и экстенсионалы выражений. Экстенсиональным контекстом называют множество утверждений, в котором допустима замена только экстенсионально эквивалентных языковых выражений (то есть для него важны только экстенсионалы выражений).
Например, экстенсионалом термина «человек» является класс людей. Предикаты «существо, способное мыслить» и «существо, имеющее конечности» будут экстенсионально эквивалентны, так как оба могут обозначаться термином «человек». Предикаты «существо, способное мыслить» и «существо, способное производить орудия труда» не только экстенсионально, но и интенсионально эквивалентны, так как оба могут обозначаться термином «человек», и оба выражают свойство, формирующее термин «человек».
Различение таких контекстов важно при определении понятия. Например, из определения понятия «братья по разуму» как 1) «существа, способные мыслить» 2) «существа, имеющие конечности» 3) «существа, способные производить орудия труда» — следует исключить определение 2, так как необязательно то, что братья по разуму могут быть гуманоидами.